# Сутінки. Сага. Новолуння
«Сутінки. Сага. Новолуння» (англ. The Twilight Saga: New Moon) — американський фільм режисера Кріса Вейтца за романом письменниці Стефені Маєр. Початок зйомок — березень 2009 року. Світова прем'єра відбулася 20 листопада того ж року.

## У ролях

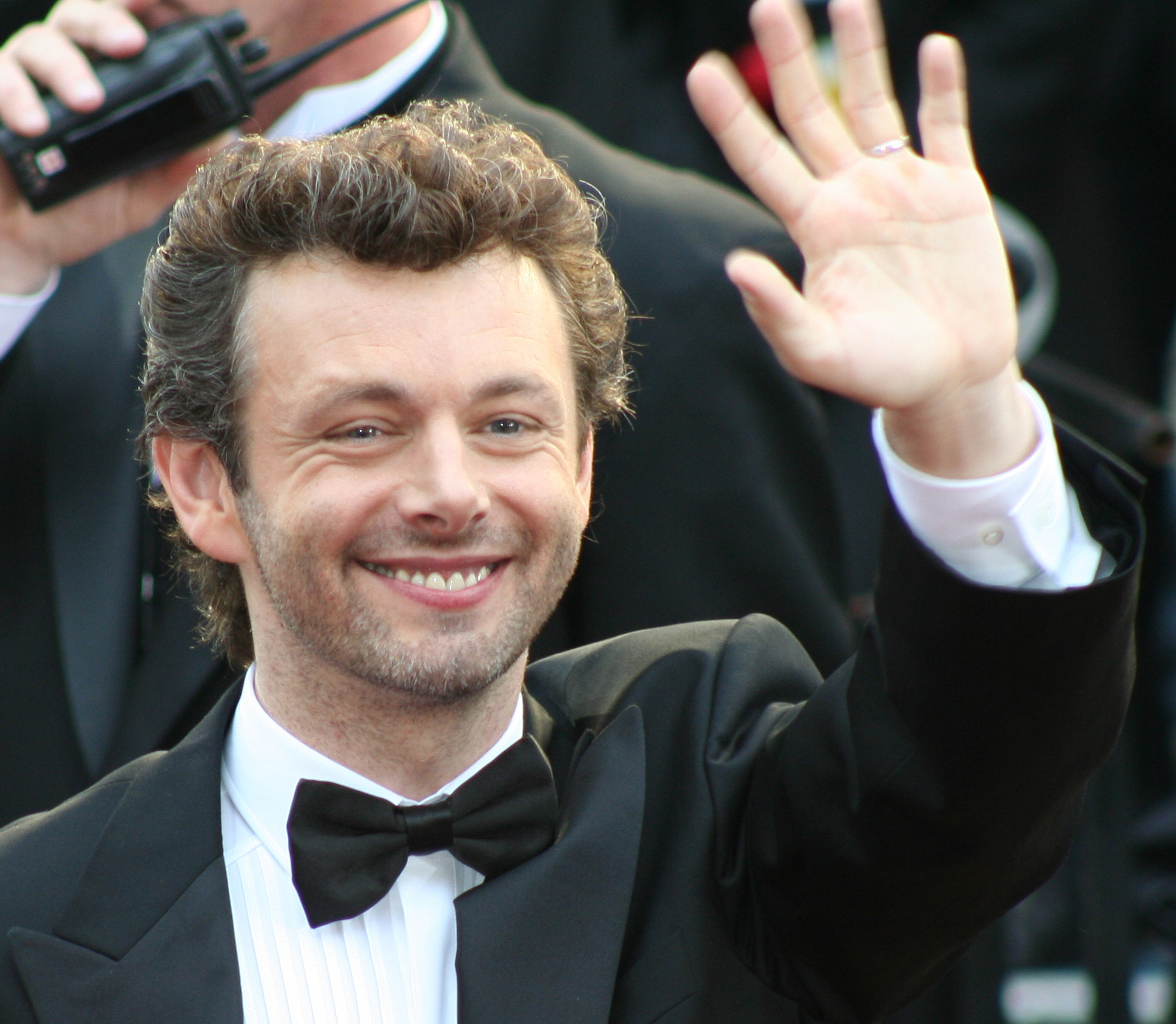
Актор Майкл Шин, який виконав роль вампіра Аро

| Актор                 | Роль               |
| --------------------- | ------------------ |
| Крістен Стюарт        | Белла Свон         |
| Роберт Паттінсон      | Едвард Каллен      |
| Тейлор Лотнер         | Джейкоб Блек       |
| Ешлі Грін             | Еліс Каллен        |
| Рашель Лефевр         | Вікторія Сазерленд |
| Білі Берк             | Чарлі Свон         |
| Пітер Фачінеллі       | Карлайл Каллен     |
| Ніккі Рід             | Розалі Хейл        |
| Келлан Латц           | Еммет Каллен       |
| Анна Кендрік          | Джесіка Стенлі     |
| Майкл Шин             | Аро                |
| Дакота Феннінг        | Джейн              |
| Елізабет Різер        | Есмі Каллен        |
| Крістіан Серратос     | Анджела Вебер      |
| Джеймі Кемпбелл Бовер | Кай                |
| Крістофер Хеєрдал     | Маркус Волтері     |

## Сюжет
Белла Свон вирушає святкувати свій 18-й день народження у колі вампірської сім'ї Калленів. Коли вона ранить руку подарунковим папером, один з вампірів, Джаспер, неспроможний стримувати свої інстинкти та спрагу крові, кидається на Беллу. Едвард Каллен вирішує, що розлучившись з Белою, він зуміє захистити її від небезпеки спілкування з вампірами. Він їде, попередньо сказавши Беллі (щоб вона не намагалася його шукати), що вже її не любить і не хоче бути з нею поряд.
Страждаючи від розлуки, героїня після кількох місяців мук приїжджає до свого друга Джейкоба Блека в резервацію «Ла-Пуш». Згодом з'ясовується, що Джейкоб і його друзі з резервації — перевертні. Також Белла з'ясовує, що вампірка Вікторія заприсяглася помститися Едварду за смерть її коханого Джеймса за допомогою болісної смерті Белли. Одного разу опинившись у небезпечній ситуації, Белла чує голос свого коханого Едварда, що вказує їй як себе вести, щоб вижити. Вона розуміє, що чує бажаний голос у небезпечних для життя ситуаціях, гонитва за якими тепер стає її метою. Ледь не розбившись на мотоциклі, виконавши ще безліч інших речей у пошуках небезпек, вона бачить друзів Джейкоба, що стрибають з високих скель у воду і вирішує повторити цей експеримент. На щастя, її рятує Джейкоб, що знаходився в цей час неподалік (як пізніше з'ясовується, він врятував її не тільки від хвиль, але і від Вікторії, чий слід його туди й привів).
Еліс Каллен бачить у своїх видіннях, як Белла кидається зі скелі й вирішує, що та загинула, здійснивши самогубство. Еліс летить у Форкс, щоб підтримати Чарлі, і бачить живу Беллу. Однак Розалі дізнається про бачення Еліс і повідомляє Едварду про смерть його коханої. Той, вирішивши покінчити з життям, вирушає до Італії з досить простим планом: вийти на сонце на очах у натовпу, і таким чином порушити закон, за що найдавніший і наймогутніший клан Вольтурі з Італії, безумовно, його вб'є. Еліс бачить це і разом з Белою вирушає до Італії, щоб зупинити Едварда. Їм це вдається в останню мить, але спроба не проходить непоміченою — вони потрапляють у замок Вольтурі. Вольтурі, дізнавшись про неабиякі здібності Едварда та Еліс, пропонують їм приєднатися до клану, на що отримують ввічливу відмову. Джейн через свої садистські нахили намагається за допомогою своїх здібностей заподіяти Беллі біль, але спроба виявилася марною. За законом, люди не повинні знати про існування вампірів. Однак, беручи до уваги факт прояву таких потужних здібностей ще в людському втіленні та кохання Едварда до Белли, замість того, щоб просто вбити дівчину, Вольтурі ставлять ультиматум — або Беллу перетворюють на вампіра, або вони її вбивають. Едвард погоджується на перетворення, і Каллени разом з Беллою щасливо повертаються у Форкс. Після повернення до Форкс Едвард Каллен робить Беллі пропозицію.

## Кінопрокат
У перший тиждень прокату фільм зібрав рекордні для 2009 року збори — 142 800 000 $, таким чином ставши 3-м касовим фільмом у перший тиждень за всю історію, поступившись лише фільмам «Темний лицар» і «Людина-павук 3». У перший тиждень кінопрокату фільм показали приблизно на 8500 екранах у 4024 точках. По суті, за кожен день «Молодий місяць» заробив удвічі більше за перший фільм саги. Опитування показало, що 80 % відвідувачів кінотеатрів були жінки, 50 % всієї аудиторії були молодшими 21 року. Тобто аудиторія «Молодого місяця» була молодшою, ніж аудиторія «Сутінків».

## Продовження
У 2010 році вийшло продовження фільму — «Затемнення» від режисера Девіда Слейда.